# Center (Colorado)
Center é uma cidade  localizada no estado americano de Colorado, no Condado de Rio Grande e Condado de Saguache.

## Demografia
Segundo o censo americano de 2000, a sua população era de 2392 habitantes.
Em 2006, foi estimada uma população de 2445, um aumento de 53 (2.2%).

## Geografia
De acordo com o United States Census Bureau tem uma área de
2,2 km², dos quais 2,2 km² cobertos por terra e 0,0 km² cobertos por água.

## Localidades na vizinhança
O diagrama seguinte representa as localidades num raio de 40 km ao redor de Center.